# DVD+R DL
Il DVD+R DL è un tipo di disco ottico a due strati (Dual Layer) della capacità di 8,5 GB. Conosciuto anche come DVD+R9, è un formato derivato dei DVD+R costituito dalla DVD+RW Alliance. Fu presentato per la prima volta nell'ottobre del 2003.
Il DVD+R DL utilizza due strati per archiviare i dati rispetto ai DVD tradizionali raddoppiandone così di fatto le capacità da 4,7GB a 8,55GB. Il disco può essere letto dai lettori DVD che ne supportano il formato (sia lettori DVD integrati nel computer sia lettori DVD esterni).
Nel 2006 è stata resa disponibile una versione riscrivibile dei DVD a doppio strato: il DVD+RW DL.